# Đại chiến Xích Bích (phim)
Đại chiến Xích Bích (chữ Hán: 赤壁, Bính âm: Chìbì, Hán Việt: Xích Bích) là một bộ phim dã sử chiến tranh năm 2008-09 của Trung Quốc dựa trên trận Xích Bích xảy ra vào cuối thời nhà Hán và ngay trước thời kỳ Tam Quốc của Đế quốc Trung Quốc. Phim do Ngô Vũ Sâm đạo diễn, với sự góp mặt của Lương Triều Vỹ, Kim Thành Vũ, Trương Phong Nghị, Trương Chấn, Triệu Vy, Hồ Quân và Lâm Chí Linh. Đây là tác phẩm lớn đầu tiên của Ngô Vũ Sâm kể từ sau Paycheck ra mắt năm 2003 và đồng thời cũng là phim điện ảnh tiếng Trung tiếp theo của ông sau Lạt thủ thần thám ra mắt năm 1992, một tác phẩm cũng có sự tham gia của Lương Triều Vỹ.
Ở Trung Quốc và các nước châu Á, Đại chiến Xích Bích được chia làm hai phần, với tổng thời lượng hơn bốn tiếng (288 phút). Phần I (146 phút) được ra mắt tại Bắc Kinh vào ngày 2 tháng 7 năm 2008 và Phần II (142 phút) được công chiếu tại Trung Quốc vào ngày 7 tháng 1 năm 2009. Ngoài thị trường châu Á, phiên bản rút gọn dài 148 phút được công chiếu vào năm 2009. Tuy nhiên, phiên bản hai phần có độ dài hoàn chỉnh được phát hành dưới định dạng DVD và Blu-ray tại Vương quốc Anh vào ngày 5 tháng 10 năm 2009, và tại Mỹ và Canada vào ngày 23 tháng 3 năm 2010. Phần đầu tiên của phim thu về 127 triệu USD toàn cầu, đồng thời phá vỡ kỷ lục doanh thu châu Á của Titanic tại Trung Quốc đại lục.

## Nội dung

### Phần I
Trung Hoa ở triều đại nhà Hán năm 208 sau Công nguyên, bấy giờ bị chia cắt thành nhiều lãnh thổ cát cứ, Hán Hiến Đế chỉ còn là vua bù nhìn. Lấy Hoàng đế làm bình phong, Thừa tướng Tào Tháo gây hấn với nước Thục ở phía Tây, do hoàng thúc Lưu Bị cai quản. Tào Tháo mang dã tâm cực lớn: thâu tóm tất cả các nước và trở thành hoàng đế của Trung Hoa thống nhất.
Lưu Bị phái quân sư Gia Cát Lượng đi sứ đến Đông Ngô nhằm thuyết phục chủ công Tôn Quyền liên minh lực lượng kháng Tào. Tại đây, ông gặp đô đốc Chu Du lừng danh Đông Ngô, hai người giao kết thành bạn thân. Hay tin Ngô-Thục liên minh, Tào Tháo giận dữ phái 80 vạn tinh binh cùng hai ngàn chiến thuyền Nam tiến, quyết một phen "nhất tiễn song điêu", tiêu diệt hai thế lực chống đối. Đại quân Tào đồn binh hạ trại bên bờ Trường Giang. Thiếu thốn lương thực, lại bối rối trước lực lượng hùng mạnh của quân Tào, liên quân Ngô-Thục tưởng có lúc nản lòng. Nhưng nhờ tài năng và mưu lược của đô đốc Chu Du cùng quân sư Gia Cát Lượng, liên quân kháng Tào đã dần xoay chuyển được tình thế. Sau vô số trận giao tranh trên bộ dưới thủy cùng nhiều mưu lược địch vận, chiến sự được giải quyết trong trận đánh vào hàng nổi tiếng nhất trong lịch sử Trung Hoa, kết quả hai ngàn chiến thuyền Bắc Ngụy bị thiêu rụi.

### Phần II
Quân Đông Ngô vui mừng trong không khí thắng trận, quyết định hạ trại bên bờ Nam sông Trường Giang ở khu vực có những vách đá dựng đứng. Quân của Chu Du ít hơn nhiều nhưng lại chiếm ưu thế về thủy chiến, Tào Tháo không thể qua sông nên đóng trại ở bờ Bắc để huấn luyện quân. Ông cho quân dùng xích sắt nối thuyền lớn lại theo lối của kỵ binh Liên Hoàn Mã, gọi đó là "Liên Hoàn Chiến Thuyền". Trong khi quân lính chuẩn bị cho trận giao tranh sắp tới, Tào Tháo cao ngạo cho rằng thế trận liên hoàn chiến thuyền của mình là bất khả chiến bại, ung dung ngồi uống rượu làm thơ cùng chư tướng, lại còn tổ chức trò chơi đá cầu.
Công chúa Tôn Thượng Hương, em gái của chủ công Tôn Quyền, cải trang thành nam nhi trà trộn vào hàng ngũ quân Tào để do thám. Cô làm quen với chàng trai Tôn Thư Tài và được anh chọn vào chơi trong đội cầu của mình, quả là cơ hội tốt để thám thính tình hình địch quân. Tào Tháo lúc này lâm vào thế bất lợi khi quân Ngụy vốn không quen với thổ nhưỡng miền Nam, liên tiếp bị bệnh dịch nằm la liệt. Là tay gian hùng xảo quyệt, Tào Tháo tàn nhẫn ra lệnh thả xác binh lính tử nạn vì bệnh dịch xuống sông Trường Giang để đầu độc nguồn nước. Mặc dù đã nhanh chóng ứng phó nhưng liên quân Ngô – Thục cũng bị ảnh hưởng nặng nề, đại quân xuống tinh thần không nhỏ. Trước tình hình ấy, Lưu Bị, Quan Vũ, Trương Phi và Triệu Vân đã rời bỏ đại quân Đông Ngô trở về Thục.
Trước cảnh thiếu hụt quân cụ, Gia Cát Lượng quyết định bày ra một kế làm tiêu hao quân Tào. Đêm đến, ông cho quân tiến sát thủy trại Tào Tháo đánh trống, reo hò ầm ĩ. Đô đốc quân Tào tưởng bị tấn công nên vội hạ lệnh quân sĩ bắn tên loạn xạ về phía thuyền địch. Đến khi trời sáng, đô đốc quân Tào mới biết đã trúng kế "thuyền cỏ mượn tên" của Gia Cát Lượng. Hai mươi chiếc thuyền trở về cắm đầy tên của quân Tào, tính ra hơn 10 vạn. Chu Du còn viết giả một bức mật thư tố cáo hai đô đốc thông đồng cho Đông Ngô "mượn tên". Tào Tháo lập tức ra lệnh xử chém hai tướng của mình. Trông thấy tướng quân bị xử đại hình, quân Tào hoảng sợ bỏ chạy tán loạn, vô số kẻ bị giết vì tội thông đồng với giặc. Cuối cùng, Tào Tháo quyết định tổ chức tổng tấn công. Ông viết bài hịch vực dậy tinh thần chiến đấu của tướng sĩ.
Về phía liên quân Ngô-Thục, các vị chủ soái quyết định dùng trận hỏa công phá thế liên hoàn chiến thuyền của quân Tào. Trên lý thuyết thì sách lược này rất hữu dụng vì chiến thuyền của quân Tào được kết dính lại bằng xích sắt, nhưng thực tế là hướng gió lúc ấy lại thổi từ Bắc xuống Nam về phía chiến thuyền Đông Ngô. Lúc này, Tôn Thượng Hương trở về mang theo tấm bản đồ chi tiết cách đóng trại của quân Tào. Ngô-Thục căn cứ vào bản đồ ấy, quyết định mở cuộc tấn công. Dù Chu Du hết mực can ngăn, Tiểu Kiều vẫn quyết định đến gặp Tào Tháo để thuyết phục ông ngưng chiến, hay ít nhất là tạm dừng trong một thời gian. Từ bấy lâu nay, Tào Tháo đã bị sắc đẹp của Tiểu Kiều mê hoặc. Gia Cát Lượng quay trở lại Đông Ngô báo tin rằng ông xem thiên văn biết được tiết Đông Chí sẽ đến vào ngày hôm sau, và hướng gió sẽ thay đổi. Gia Cát Lượng thuyết phục Chu Du quay trở lại với chiến thuật hỏa công. Quân Đông Ngô quyết định mở cuộc phản công, tập trung chiến thuyền dọc bên vách đá chờ thời cơ gió đổi hướng. Trong lúc ấy, Tiểu Kiều vẫn dùng mỹ nhân kế làm xao nhãng Tào Tháo.
Quả nhiên, hướng gió thay đổi, quân Đông Ngô quyết định đồng loạt tấn công. Chiến thuyền Đông Ngô đốt lửa lao thẳng vào thế trận liên hoàn chiến thuyền của quân Tào. Không kịp trở tay, hai ngàn chiến thuyền của Tào Tháo bị thiêu rụi. Lửa cháy đỏ cả hai bên bờ sông. Trong khi đó, bộ binh Đông Ngô cũng tổng tấn công đại trại quân Tào. Đông Ngô bất ngờ tập kích khiến quân Tào không kịp phòng bị. Đội kỵ binh thiện chiến của Tào Tháo nhanh chóng lật ngược tình thế, đẩy lùi quân Ngô về phía sông Trường Giang. Đúng lúc ấy, Lưu Bị dẫn quân đến hợp sức cùng quân Ngô đẩy Tào Tháo vào thế không kịp chống đỡ. Với sự trợ giúp của Triệu Vân và Tôn Quyền, Chu Du tìm được lối vào đại trại, kịp cứu Tiểu Kiều đi trước khi doanh trại cháy rụi. Tào Tháo đổi áo mão, cắt râu tháo chạy. Liên quân Ngô-Thục ca khúc khải hoàn.
Thay vì đuổi cùng giết tận, Gia Cát Lượng cho rằng nên để Tào Tháo thất trận nhục nhã trở về nhận tội trước Hán Hiến Đế. Gia Cát Lượng từ biệt Chu Du và Tiểu Kiều trở về Thục. Tào Tháo thất thểu dẫn tàn quân về Bắc Ngụy.

## Diễn viên
- Lương Triều Vỹ vai Chu Du, đại tướng được Tôn Quyền giao trọng trách thống lĩnh quân đội Đông Ngô chống lại quân chinh phạt của Tào Tháo. Phu nhân của Chu Du, nàng Tiểu Kiều, vốn là người trong mộng của Tào Tháo và là một trong những lý do khởi binh của Tào.
- Kim Thành Vũ vai Gia Cát Lượng, quân sư trẻ tuổi của Lưu Bị. Về tài năng cầm binh cũng như âm nhạc, Gia Cát Lượng là đối thủ xứng đáng nhất của Chu Du, hai người cũng sẵn lòng hợp sức như bạn bè để chống lại Tào Tháo mặc dù sau đó có thể họ sẽ phải trở thành kẻ thù của nhau.
- Trương Phong Nghị vai Tào Tháo: Đại quyền thần nhà Đông Hán. Tào Tháo ôm mộng bá chủ thiên hạ và hai đối thủ ông phải gạt bỏ đầu tiên là Tôn Quyền và Lưu Bị. Đây là nguyên nhân ông ép hoàng đế nhà Hán trao quyền "thảo phạt" vùng Giang Nam, bên cạnh đó ông cũng muốn thu phục Đông Ngô để chiếm lấy nàng Tiểu Kiều.
- Vưu Dũng vai Lưu Bị, Hoàng thúc nhà Hán và là đối thủ trực tiếp của Tào Tháo. Tuy luôn tỏ ra là người đức độ, thương dân, lại có nhiều tướng tài và trung thành theo hầu, nhưng Lưu Bị luôn thua trên chiến trường, ông cũng mất hai người vợ trong lúc dẫn dân chạy nạn từ Kinh Châu về Tân Dã.
- Trương Chấn vai Tôn Quyền, thủ lĩnh 26 tuổi của đất Đông Ngô. Khi Tào Tháo kéo quân đến sát sông Trường Giang, Tôn Quyền vẫn phân vân trong việc chủ hòa hay chủ chiến vì sức ép từ các quan văn (đứng đầu là Trương Chiêu) cùng quá khứ oai hùng của cha (Tôn Kiên) và anh trai (Tôn Sách). Nhưng sau khi được Gia Cát Lượng, rồi Chu Du thuyết phục, Tôn Quyền đã quyết tâm dồn toàn bộ binh mã Đông Ngô chống lại Tào Tháo.
- Hồ Quân vai Triệu Vân, chiến tướng của Lưu Bị. Triệu Vân luôn là người dũng cảm, thiện chiến trong mọi trận đánh. Chính Triệu Vân là người đã cứu sống A Đẩu, con trai duy nhất của Lưu Bị, khỏi đám loạn quân ở Đương Dương sau cái chết của hai phu nhân Lưu Bị.
- Ba Sâm Trát Bố vai Quan Vũ, em kết nghĩa và là chiến tướng của Lưu Bị. Quan Vũ vừa là dũng tướng trên chiến trường, vừa là người cao thượng trong đối xử với bạn bè và kẻ thù. Tào Tháo luôn muốn thu phục Quan Vũ bằng mọi cách, kể cả tha chết và thả cho Quan Vũ về với Lưu Bị.
- Tang Kim Sinh vai Trương Phi, một trong ba anh em kết nghĩa Lưu Bị - Quan Vũ - Trương Phi. Trương Phi là người nóng tính, nổi tiếng với tiếng thét lớn và cũng rất dũng cảm trên chiến trường.
- Trung Thôn Sử Đổng vai Cam Ninh, dũng tướng của Chu Du.
- Hầu Dũng vai Lỗ Túc, mưu sĩ của Tôn Quyền và là bạn của Chu Du. Tuy không phải là người giỏi tính toán trận pháp hoặc mưu kế nhưng Lỗ Túc luôn trung thành, tận tụy với Tôn Quyền và tỏ ra là người quân tử trong mọi quan hệ.
- Trương Sơn vai Hoàng Cái, lão tướng của Tôn Quyền. Ngay từ đầu Hoàng Cái đã đứng về phe chủ chiến và ông sẵn sàng thực hiện mọi mệnh lệnh của Chu Du mặc dù tuổi đã cao.
- Lâm Chí Linh vai Tiểu Kiều, vợ của Chu Du và là người trong mộng của Tào Tháo. Tiểu Kiều là em gái của Đại Kiều, phu nhân Tôn Sách (anh trai của Tôn Quyền).
- Triệu Vy vai Tôn Thượng Hương, em gái của Tôn Quyền. Trái với các thiếu nữ thông thường, Tôn Thượng Hương rất ham mê võ thuật và tham gia các trận chiến như mọi người đàn ông khác. Cô cũng ghét các cuộc hôn nhân sắp đặt mà muốn được tự do quyết định cuộc đời của mình.
- Tiểu Tống Giai vai Li Cơ, vũ nữ của Tào Tháo và được Tào Tháo coi là hình ảnh của Tiểu Kiều ở bên mình trong thời gian chuẩn bị cho trận Xích Bích.
- Đông Đại Vi vai Tôn Thúc Tài
- Khấu Thế Huân vai Hoa Đà
- Trương Tĩnh Sơ vai Đại Kiều

## Sản xuất

### Tuyển diễn viên
Là một bộ phim có kinh phí rất lớn nên ngay từ đầu Đại chiến Xích Bích đã được dự định sẽ có một dàn diễn viên toàn sao, trong đó các nhân vật được chú trọng nhất là Gia Cát Lượng, Chu Du và Tào Tháo. Ban đầu vai Gia Cát Lượng được nhắm cho Lương Triều Vỹ nhưng ngôi sao này đã từ chối với lý do anh đã mất quá nhiều sức cho vai diễn trong Sắc, Giới. Vai Tào Tháo được các nhà sản xuất dự định giao cho diễn viên Nhật Watanabe Ken nhưng sau đó họ cũng phải thay đổi ý định này vì gặp phải phản đối của công chúng Trung Quốc khi cho rằng một nhân vật quan trọng trong lịch sử Trung Quốc không thể giao cho một diễn viên Nhật Bản, cuối cùng diễn viên Trương Phong Nghị (vốn nổi tiếng trong Bá Vương biệt cơ) đã được trao vai diễn này. Châu Nhuận Phát ban đầu được đoàn làm phim mời vai Chu Du (và sau đó là Lưu Bị) nhưng Châu đã từ chối vai diễn ngay trước khi phim được bấm máy với lý do không đủ thời gian chuẩn bị cho kịch bản, theo nhà sản xuất Trương Gia Chấn thì thực ra chính đoàn làm phim đã không thể làm việc với Châu vì những yêu sách của diễn viên này trong hợp đồng. Cuối cùng thì sau nhiều rắc rối, vai Chu Du lại được chuyển cho Lương Triều Vỹ.
Mặc dù Ken Watanabe không được giao vai Tào Tháo nhưng dàn diễn viên của Đại chiến Xích Bích vẫn có một người Nhật khác, đó là Nakamura Shidō, người vai Cam Hưng, nhân vật được lấy hình mẫu từ vị tướng nổi tiếng Cam Ninh. Vai Gia Cát Lượng cũng được trao cho một người gốc Nhật, đó là nam diễn viên Kim Thành Vũ.

### Quay phim
Quá trình quay Đại chiến Xích Bích được dự định bắt đầu từ ngày 29 tháng 3 năm 2007, nhưng sau đó phải dời xuống giữa tháng 4 cùng năm. Để phục vụ quá trình quay phim, người ta đã cho xây dựng một phim trường lớn tại Hồ Bắc (nơi diễn ra trận Xích Bích thật sự). Các nhà sản xuất đã phải rất khó khăn và tiêu tốn rất nhiều kinh phí mới hoàn thành được phim trường khổng lồ của Đại chiến Xích Bích với đủ cả hồ chứa nước, doanh trại, cung điện.
Để chuẩn bị cho quá trình quay, các diễn viên đều phải tập trung huấn luyện tại ngoại ô Bắc Kinh, nhất là các diễn viên thủ vai chiến tướng như Hồ Quân (vai Triệu Vân), Trương Chấn (vai Tôn Quyền). Trong quá trình quay phim, đã có một diễn viên đóng thế bị thiệt mạng do hỏa hoạn xảy ra ngày 9 tháng 6 năm 2008, 6 người khác cũng bị thương do tai nạn này.

## Giải thưởng và đề cử

### Phần I
| Loại                                      | Loại                                           | Loại                                         | Loại       |
| Giải                                      | Hạng mục                                       | Tên                                          | Kết quả    |
| ----------------------------------------- | ---------------------------------------------- | -------------------------------------------- | ---------- |
| Giải thưởng Điện ảnh châu Á lần thứ 3     | Phim hay nhất                                  |                                              | Được đề cử |
| Giải thưởng Điện ảnh châu Á lần thứ 3     | Đạo diễn xuất sắc nhất                         | Ngô Vũ Sâm                                   | Được đề cử |
| Giải thưởng Điện ảnh châu Á lần thứ 3     | Hiệu ứng hình ảnh xuất sắc nhất                | Craig Hayes                                  | Đoạt giải  |
| Giải thưởng Điện ảnh Hồng Kông lần thứ 28 | Phim hay nhất                                  |                                              | Được đề cử |
| Giải thưởng Điện ảnh Hồng Kông lần thứ 28 | Đạo diễn xuất sắc nhất                         | Ngô Vũ Sâm                                   | Được đề cử |
| Giải thưởng Điện ảnh Hồng Kông lần thứ 28 | Nam diễn viên xuất sắc nhất                    | Lương Triều Vỹ                               | Được đề cử |
| Giải thưởng Điện ảnh Hồng Kông lần thứ 28 | Nam diễn viên phụ xuất sắc nhất                | Trương Phong Nghị                            | Được đề cử |
| Giải thưởng Điện ảnh Hồng Kông lần thứ 28 | Nữ diễn viên phụ xuất sắc nhất                 | Triệu Vi                                     | Được đề cử |
| Giải thưởng Điện ảnh Hồng Kông lần thứ 28 | Diễn viên mới xuất sắc nhất                    | Lâm Chí Linh                                 | Được đề cử |
| Giải thưởng Điện ảnh Hồng Kông lần thứ 28 | Quay phim xuất sắc nhất                        | Lã Nhạc, Trương Lê                           | Được đề cử |
| Giải thưởng Điện ảnh Hồng Kông lần thứ 28 | Biên tập phim xuất sắc nhất                    | Lâm An Nhi, Robert A. Ferreti, Dương Hồng Vũ | Được đề cử |
| Giải thưởng Điện ảnh Hồng Kông lần thứ 28 | Chỉ đạo nghệ thuật xuất sắc nhất               | Diệp Cẩm Thiêm                               | Đoạt giải  |
| Giải thưởng Điện ảnh Hồng Kông lần thứ 28 | Thiết kế trang phục và hóa trang xuất sắc nhất | Diệp Cẩm Thiêm                               | Đoạt giải  |
| Giải thưởng Điện ảnh Hồng Kông lần thứ 28 | Chỉ đạo hành động xuất sắc nhất                | Nguyên Khuê                                  | Được đề cử |
| Giải thưởng Điện ảnh Hồng Kông lần thứ 28 | Thiết kế âm thanh xuất sắc nhất                | Ngô Giang, Roger Savage                      | Đoạt giải  |
| Giải thưởng Điện ảnh Hồng Kông lần thứ 28 | Hiệu ứng hình ảnh xuất sắc nhất                | Craig Hayes                                  | Đoạt giải  |
| Giải thưởng Điện ảnh Hồng Kông lần thứ 28 | Nhạc phim gốc hay nhất                         | Tarō Iwashiro                                | Đoạt giải  |
| Giải thưởng Điện ảnh Hồng Kông lần thứ 28 | Ca khúc phim gốc hay nhất                      | "Tâm Chiến: Xích Bích"                       | Được đề cử |
| Giải Viện Hàn lâm Nhật Bản lần thứ 32     | Phim ngoại ngữ hay nhất                        |                                              | Được đề cử |

### Phần II
| Tên                                              | Tên                                                   | Tên                                           | Tên        |
| Giải                                             | Hạng mục                                              | Tên                                           | Kết quả    |
| ------------------------------------------------ | ----------------------------------------------------- | --------------------------------------------- | ---------- |
| Giải thưởng Điện ảnh Hồng Kông lần thứ 29        | Phim hay nhất                                         |                                               | Được đề cử |
| Giải thưởng Điện ảnh Hồng Kông lần thứ 29        | Đạo diễn xuất sắc nhất                                | Ngô Vũ Sâm                                    | Được đề cử |
| Giải thưởng Điện ảnh Hồng Kông lần thứ 29        | Nam diễn viên phụ xuất sắc nhất                       | Trương Chấn                                   | Được đề cử |
| Giải thưởng Điện ảnh Hồng Kông lần thứ 29        | Nữ diễn viên phụ xuất sắc nhất                        | Triệu Vi                                      | Được đề cử |
| Giải thưởng Điện ảnh Hồng Kông lần thứ 29        | quay phim xuất sắc nhất                               | Lã Nhạc, Trương Lê                            | Được đề cử |
| Giải thưởng Điện ảnh Hồng Kông lần thứ 29        | Biên tập phim xuất sắc nhất                           | David Wu, Lâm An Nhi, Dương Hồng Vũ           | Được đề cử |
| Giải thưởng Điện ảnh Hồng Kông lần thứ 29        | Chỉ đạo nghệ thuật xuất sắc nhất                      | Diệp Cẩm Thiêm                                | Được đề cử |
| Giải thưởng Điện ảnh Hồng Kông lần thứ 29        | Thiết kế trang phục và hóa trang xuất sắc nhất        | Diệp Cẩm Thiêm                                | Được đề cử |
| Giải thưởng Điện ảnh Hồng Kông lần thứ 29        | Chỉ đạo hành động xuất sắc nhất                       | Nguyên Khuê                                   | Được đề cử |
| Giải thưởng Điện ảnh Hồng Kông lần thứ 29        | Thiết kế âm thanh xuất sắc nhất                       | Ngô Giang, Steve Burgess                      | Đoạt giải  |
| Giải thưởng Điện ảnh Hồng Kông lần thứ 29        | Hiệu ứng hình ảnh xuất sắc nhất                       | Craig Hayes                                   | Được đề cử |
| Giải thưởng Điện ảnh Hồng Kông lần thứ 29        | Nhạc phim gốc hay nhất                                | Tarō Iwashiro                                 | Được đề cử |
| Giải thưởng Điện ảnh Hồng Kông lần thứ 29        | Ca khúc phim gốc hay nhất                             | "Kuon no Kawa"                                | Được đề cử |
| Giải Viện Hàn lâm Nhật Bản lần thứ 33            | Phim ngoại ngữ hay nhất                               |                                               | Được đề cử |
| Giải Satellite lần thứ 14                        | Phim ngoại ngữ hay nhất                               |                                               | Được đề cử |
| Giải Satellite lần thứ 14                        | Biên tập phim xuất sắc nhất                           | Lâm An Nhi, Dương Hồng Vũ, Robert A. Ferretti | Được đề cử |
| Giải Satellite lần thứ 14                        | Chỉ đạo nghệ thuật và thiết kế sản xuất xuất sắc nhất | Diệp Cẩm Thiêm, Hoàng Hoành Hiển              | Được đề cử |
| Giải Satellite lần thứ 14                        | Thiết kế trang phục đẹp nhất                          | Diệp Cẩm Thiêm                                | Được đề cử |
| Giải Satellite lần thứ 14                        | quay phim xuất sắc nhất                               | Lã Nhạc, Trương Lê                            | Được đề cử |
| Giải Satellite lần thứ 14                        | Hiệu ứng hình ảnh xuất sắc nhất                       | Craig Hayes                                   | Được đề cử |
| Giải Satellite lần thứ 14                        | Âm thanh hay nhất (hòa âm và chọn lọc)                | Roger Savage, Steve Burgess                   | Đoạt giải  |
| Giải Saturn lần thứ 36                           | Phim quốc tế hay nhất                                 |                                               |            |
| Giải Saturn lần thứ 36                           | Âm nhạc hay nhất                                      | Taro Iwashiro                                 |            |
| Giải Saturn lần thứ 36                           | Trang phục đẹp nhất                                   |                                               |            |
| Giải LVFCS lần thứ 13                            | Phim ngoại ngữ hay nhất                               |                                               | Đoạt giải  |
| Giải bình chọn của giới phê bình BFCA lần thứ 15 | Phim ngoại ngữ hay nhất                               |                                               | Được đề cử |
| Giải WAFCA lần thứ 8                             | Phim ngoại ngữ hay nhất                               |                                               | Được đề cử |
| Giải HFCS lần thứ 3                              | Phim ngoại ngữ hay nhất                               |                                               | Được đề cử |
| Giải DFWFCA lần thứ 16                           | Phim ngoại ngữ hay nhất                               |                                               | Được đề cử |